# Aurora (condado de Waushara, Wisconsin)
Aurora es un pueblo ubicado en el condado de Waushara en el estado estadounidense de Wisconsin. En el Censo de 2010 tenía una población de 985 habitantes y una densidad poblacional de 10,99 personas por km².

## Geografía
Aurora se encuentra ubicado en las coordenadas 44°2′6″N 88°57′29″O / 44.03500, -88.95806. Según la Oficina del Censo de los Estados Unidos, Aurora tiene una superficie total de 89.66 km², de la cual 88.67 km² corresponden a tierra firme y (1.09%) 0.98 km² es agua.

## Demografía
Según el censo de 2010, había 985 personas residiendo en Aurora. La densidad de población era de 10,99 hab./km². De los 985 habitantes, Aurora estaba compuesto por el 94.11% blancos, el 0.3% eran afroamericanos, el 0.3% eran amerindios, el 2.13% eran asiáticos, el 0% eran isleños del Pacífico, el 1.83% eran de otras razas y el 1.32% pertenecían a dos o más razas. Del total de la población el 2.74% eran hispanos o latinos de cualquier raza.